# Clara von Rappard
Clara von Rappard (Wabern bei Bern, 19 mei 1857 - Bern, 12 januari 1912) was een Zwitsers symbolistische kunstschilderes.

## Biografie
Clara von Rappard was een dochter van Konrad von Rappard en van Albertine Engell. Ze volgde haar artistieke opleiding in Italië en in Duitsland, met name in 1868 in Venetië bij Dominik Skutecký, van 1869 tot 1875 in Rome bij Heinrich Dreber, van 1869 tot 1871 in Berlijn bij Eduard August Lürssen en van 1870 tot 1872, eveneens in Rome, bij Heinrich Gerhardt. Van 1873 tot 1875 bracht ze de wintermaanden door bij portrettist Friedrich Kaulbach in Hannover. Vervolgens volgde ze van 1875 tot 1885 les aan de koninklijke academie in Berlijn. Ze studeerde ook geschiedenis, kunstgeschiedenis, literatuur, etnologie, kosmografie en geografie.
Na haar studies in Berlijn opende von Rappard in 1886 een eigen atelier in München, die ze behield tot 1887. Ze maakte in 1874 een reis van Wenen naar Istanboel via Boedapest en Athene en nam deel aan diverse Europese tentoonstellingen. Ze schilderde vooral landschappen en portretten en maakte ook illustraties, prenten, schetsen en fresco's. Met haar werk wordt ze beschouwd als een van de leidende  artiesten in het symbolisme in Zwitserland. In 1892 won ze samen met Arnold Böcklin de tweede gouden medaille op de German Exhibition in Londen.

## Onderscheidingen
- Tweede gouden medaille op de German Exhibition in Londen (1892)

## Galerij

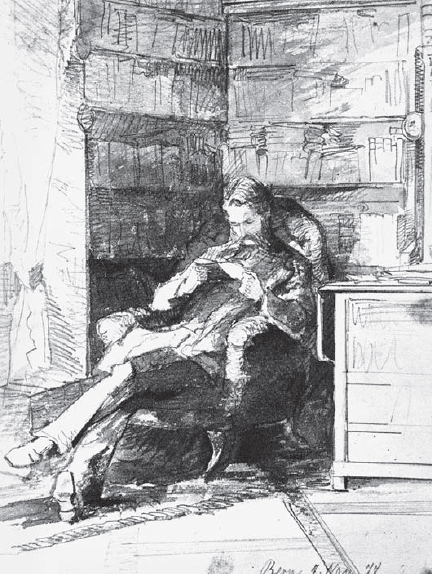
Tekening van Carl Hilty, 1877.
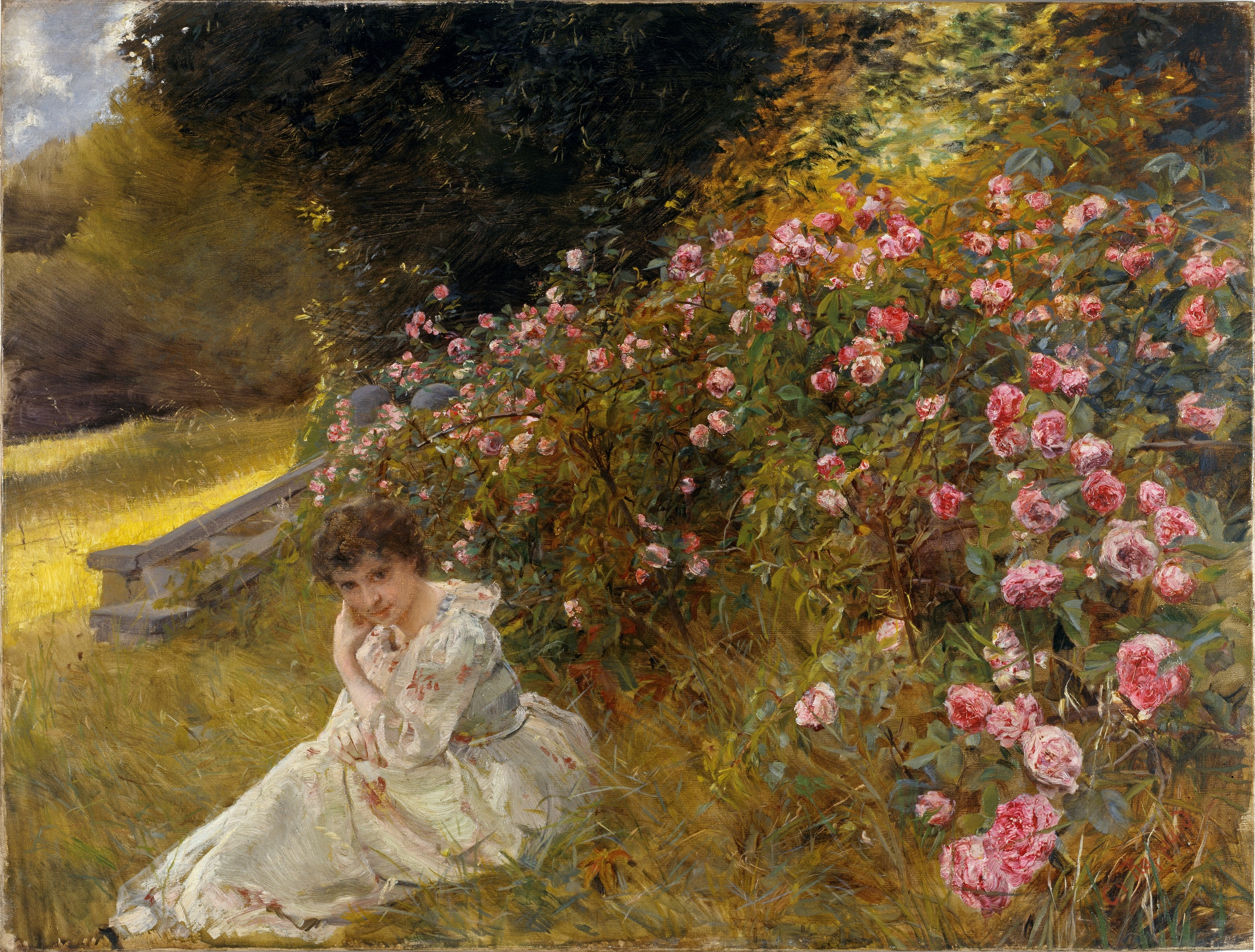
Miss Hardy auf der Rosenterrasse im Rugenpark, 1883.
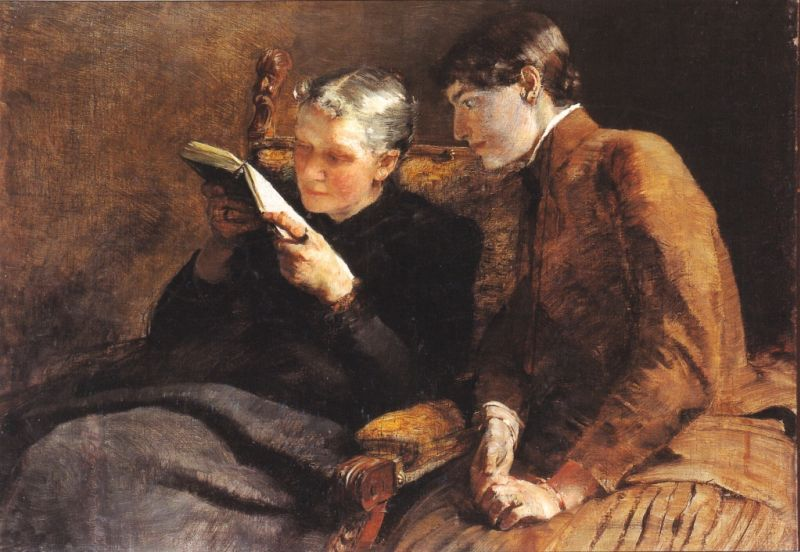
Die Lesenden, 1886.
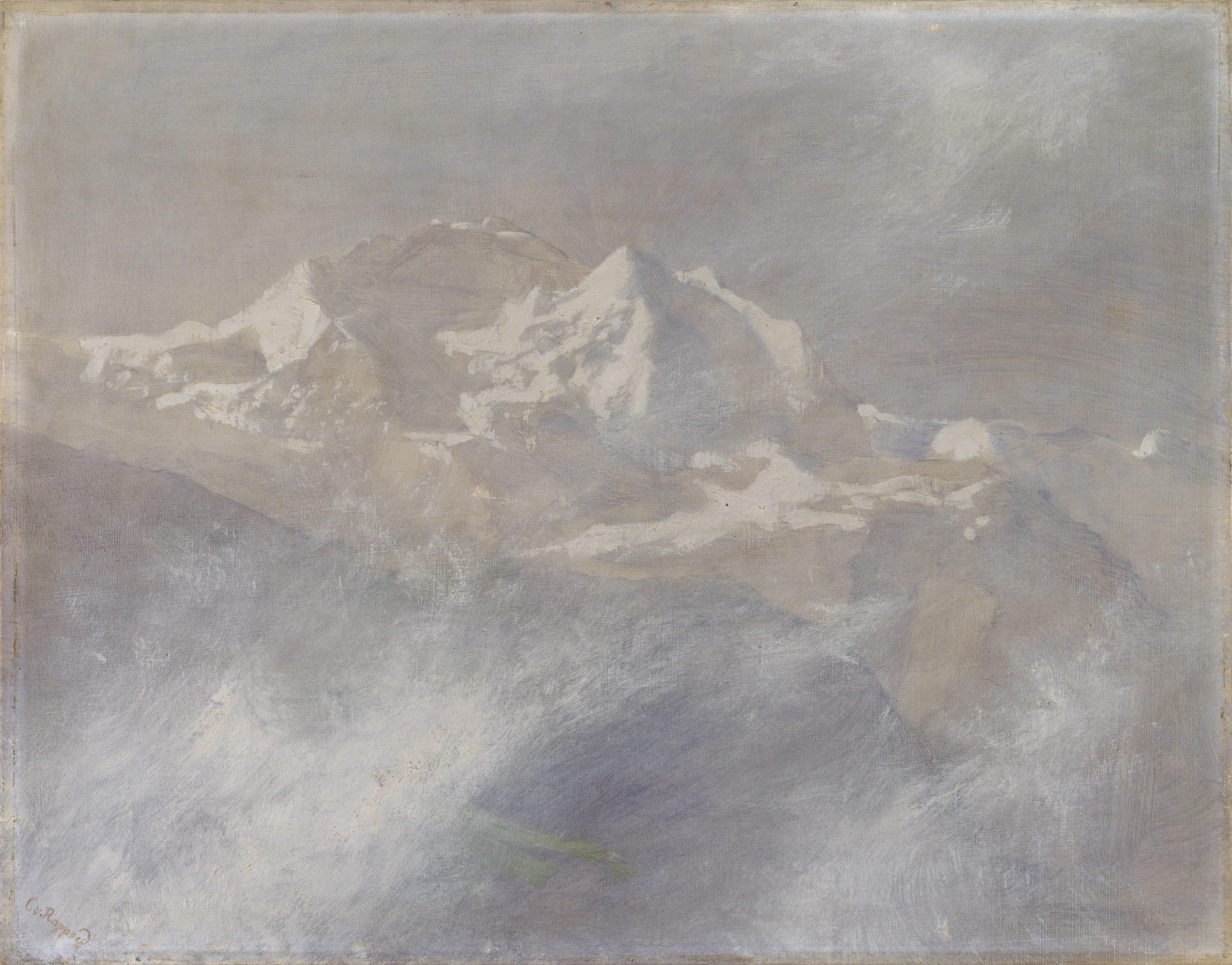
Die Jungfrau im Nebel, ca. 1888 (Kunstmuseum Bern).
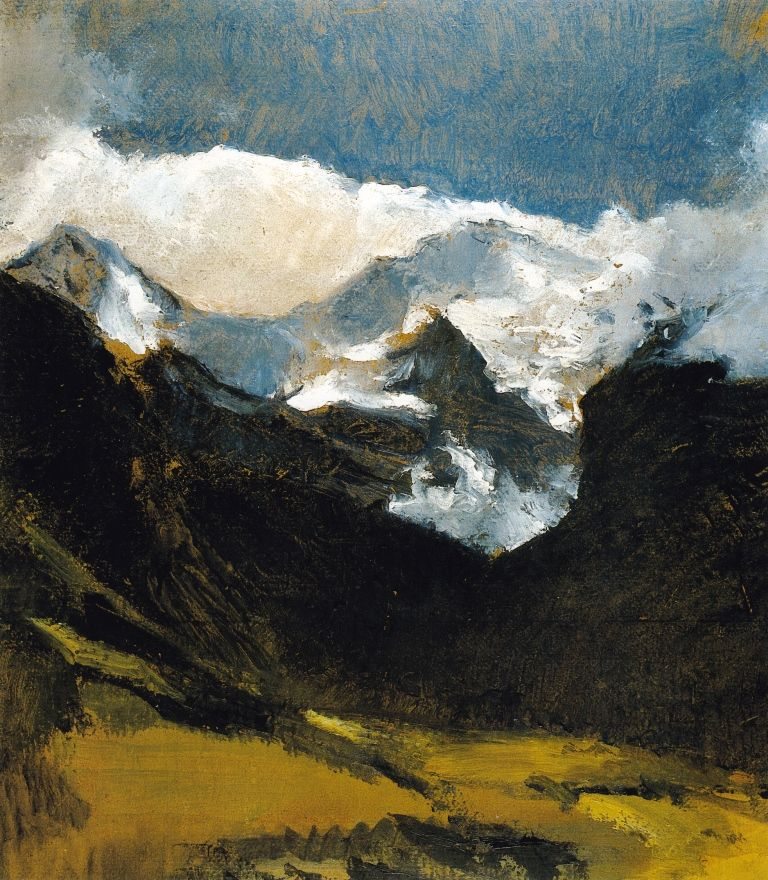
Die Jungfrau.
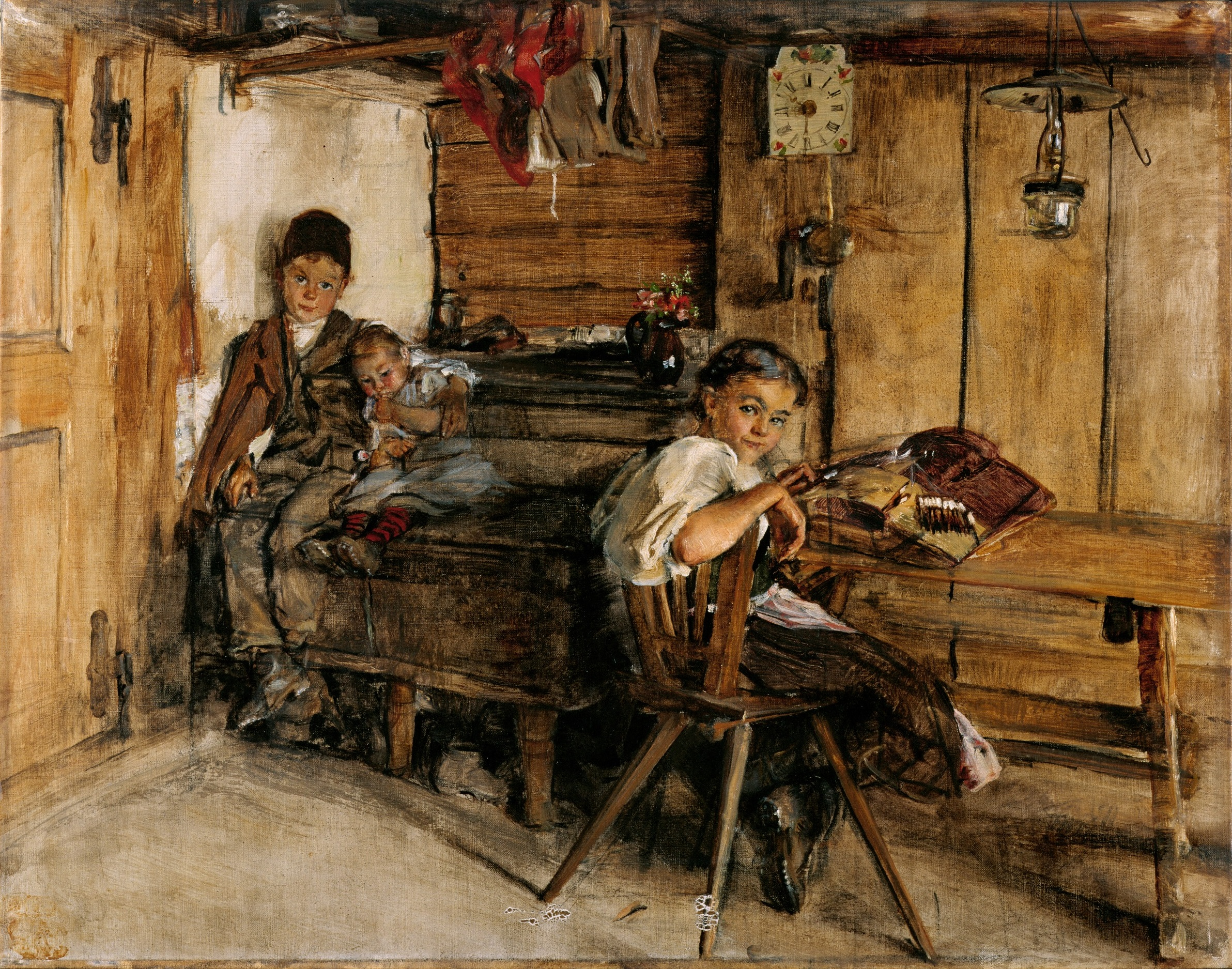
Chambre d'enfant (Bundesamt für Kultur).